# Харадж
Хара́дж (араб. خراج‎) — государственный налог в странах ислама, который взимается с иноверцев (кафиров) за пользование землей и другой собственностью согласно мусульманскому преданию. Во время монгольского завоевания Ирана в качестве синонима понятия харадж в законодательстве появилось понятие мал (перс. مال‎), малият-и арзи (ماليات ارضى), XV—XVII веках в Средней Азии и Иране — мал-у джихат (مال جهت).

## История
Харадж брался с иноверцев (кафиров) с земель, которые были завоеваны мусульманами. Таким образом, немусульмане платили как джизью (плата предоставление защиты и неприкосновенности со стороны исламского государства), так и харадж. Принявшие ислам иноверцы освобождались от выплаты джизьи, но продолжали платить харадж. В ранней истории ислама, когда дело касалось даней, поступавших по договорам и сбор которых производился вассальными правителями Арабского халифата, харадж употреблялся как синоним джизъи. Система обложения хараджем в большинстве областей Халифата, вероятно, восходит к византийским нормам.
Исламские правоведы были единогласны в том, что немусульмане должны выплачивать со своих земель харадж, а мусульмане — ушр. Увеличение числа новообращенных мусульман грозило серьёзным сокращением поступлений в бюджет государства, поэтому утвердилось представление о том, что статус хараджных земель неизменен и не зависит от религии землевладельца или арендатора. В конце VIII—IX веке факихи толковали харадж как плату (фай), взимаемую с жителей завоеванных областей за пользование его землями.
Первый земельный кадастр в Сирии и Ираке был проведён при Омейядском халифе Муавии, в Египте — в 724-25 годах. В Ираке и многих других областях Ирана харадж был коллективным налогом, лежавшим на земледельцах каждого населённого пункта, связанных круговой порукой. С IX века харадж был индивидуальным налогом в Египте. Харадж взимался как деньгами (Египет), так и натурой (либо в смешанной форме). Ханафитский правовед Абу Юсуф считал наиболее справедливой смешанную форму. Денежный налог собирался в течение всего года, иногда даже месячными долями.
По ханафитскому мазхабу, мусульманин, купивший земли немусульман, должен продолжать платить с этих земель не ушр, а харадж, то есть один вид налога. В трёх других суннитских правовых школах харадж и ушр может выплачиваться с одной и той же земли. Хараджные земли могут быть переданы в аренду.
Ушр выплачивается в пользу нуждающихся мусульман, а харадж идёт в бюджет государства.

## Виды хараджа
Харадж бывает трёх видов:
1. аль-Мисаха (араб. المساحة‎; муфадана, المفادنة‎), взимавшийся в твердых ставках с единицы обработанной площади.
2. аль-Муваззафа (араб. الموظفة‎; мукатаа, араб. المقاطعة‎; мунаджиза, المناجزة‎), предусмотренный для пригодных для земледелия территорий. В период правления халифа Умара ибн аль-Хаттаба, муваззафа была в размере 18 кг и 1 дирхема с территории 1600 квадратных метров. В зависимости от объективных условий эта цифра могла меняться[1].
3. аль-Мукасама (араб. المقاسمة‎), выплачиваемый с урожая земель, с которых брали харадж. Размер мукасамы зависел от количества собранного урожая и колебался в размере от четверти до половины урожая. Харадж был установлен пророком Мухаммадом, который после завоевания мусульманами оазисов Хайбар и Фадак, обязал иудеев выплачивать половину собранного ими урожая[1].